# Jostein Flo
Jostein Flo (Stryn, 3 ottobre 1964) è un dirigente sportivo ed ex calciatore norvegese, di ruolo attaccante, direttore sportivo dello Strømsgodset.

## Biografia
È uno dei cinque fratelli Flo, Kjell Rune, Jarle e Tore André. Inoltre, è il cugino di Håvard Flo. È anche parente di Per-Egil Flo.

## Caratteristiche tecniche
Centravanti fisicamente potente ma limitato tecnicamente, fu un calciatore estremamente efficace. Nonostante non fosse elegante, riusciva sempre a realizzare un buon quantitativo di reti. Solitamente, in Nazionale, era uno degli esecutori del Flopasning. Uno dei terzini, solitamente Stig Inge Bjørnebye, lanciava un lungo pallone in diagonale, alla ricerca della testa di Flo. Il centravanti cercava così una sponda per un centrocampista, pronto ad inserirsi.

## Carriera

### Giocatore

#### Club

##### Gli esordi
Flo cominciò la carriera con la maglia dello Stryn, dove realizzò un molte reti, seppure nelle divisioni inferiori del calcio norvegese. Fu successivamente ingaggiato dal Molde, per cui debuttò nella massima divisione norvegese in data 2 maggio 1987, giocando da titolare nella sconfitta per 2-1 contro lo Start. Il 16 maggio segnò la prima rete, nel successo per 1-0 sul Mjøndalen. Flo ebbe un impatto immediato al club e le sue reti furono un importante fattore per far sì che il Molde, solitamente club da metà classifica, arrivasse a conquistare il terzo posto finale in campionato nel 1988. Il calciatore si trasferì poi ai belgi del Lierse, dove ritrovò il connazionale ed ex compagno di squadra Kjetil Rekdal. Flo segnò 7 reti in 25 incontri per la nuova squadra, ma non riuscì ad imporsi come titolare, tornando allora in patria per militare nelle file del Sogndal.

##### L'affermazione
Rientrato in Norvegia, Flo continuò a segnare secondo le sue medie, benché giocasse in una squadra di bassa classifica. Giocò il primo incontro in squadra in data 28 luglio 1991, quando fu autore di una doppietta nel 2-2 contro lo Strømsgodset. Il Sogndal retrocesse però al termine del campionato 1992, ma il centravanti rimase in squadra. Soltanto nel 1993 passò agli inglesi dello Sheffield United. Esordì nella Premier League il 21 agosto 1993, nella sconfitta per 4-2 contro l'Everton. Il gioco dei Blades si adattava alle sue caratteristiche, poiché giocavano con dei lanci lunghi e Flo risultò essere, a fine stagione, il miglior marcatore della squadra con 11 reti a referto. Ciò non bastò però a salvare lo Sheffield, che retrocesse in First Division. Rimase in squadra per altre due stagioni, dove la sua media realizzativa diminuì..

##### Il finale di carriera allo Strømsgodset
Nel 1996, Flo tornò in patria, per giocare nello Strømsgodset. Debuttò in squadra il 13 aprile, quando fu titolare (e segnò) nel successo per 3-2 sullo Skeid. Nell'anno successivo, contribuì a far raggiungere la finale di Coppa di Norvegia al suo Godset, dove però arrivò una sconfitta per mano del Vålerenga. Continuò a segnare e, nonostante i 18 gol del campionato 1999, la sua squadra retrocesse.
Contribuì però all'immediata promozione dello Strømsgodset, anche grazie alle sue 25 realizzazioni in 26 incontri. Si ritirò al termine del campionato 2002.

#### Nazionale

##### I primi incontri
Flo giocò i primi incontri per la Norvegia nel 1987, con l'esordio datato 6 maggio, quando segnò anche una rete nel pareggio per 1-1 contro la Turchia. Giocò 2 incontri nello stesso anno, per poi perdere il posto fino al 1992. Egil Olsen volle infatti tentare un esperimento, che consisteva nello schierare un centravanti forte fisicamente in posizione di ala destra, per poi essere cercato dai lanci in diagonale del terzino sinistro Stig Inge Bjørnebye, per tentare una sponda in area di rigore. Questo gioco, nonostante non fosse piacevole da vedere, risultò essere efficace.

##### Verso il Mondiale 1994
Flo giocò tutti gli incontri di qualificazione al Mondiale 1994, fatta eccezione per la sfida contro la Turchia, dove era squalificato. La Norvegia approdò al campionato del mondo 1994, che per Flo risultò essere però frustrante, con il giocatore che ebbe difficoltà a mettere in pratica lo schema tattico norvegese. La selezione scandinava fu eliminata alla fase a gironi.

##### Il secondo Mondiale
Flo mantenne il posto in Nazionale, nonostante i trentuno anni incombenti. La Norvegia fallì l'assalto al campionato d'Europa 1996, anche perché le altre formazioni iniziarono a prendere delle contromisure nei confronti dello schema di Olsen. Dalla primavera del 1997 in poi, giocò la maggior parte degli incontri di qualificazione al Mondiale 1998. La squadra centrò l'obiettivo e si qualificò così per Francia 1998: fece parte della rosa dei 23, assieme al fratello Tore André ed al cugino Håvard. Giocò un solo incontro nella competizione, in occasione del match decisivo contro il Brasile. Entrò a partita in corso, ma fu decisivo per ribaltare il punteggio dal parziale 0-1 per i verdeoro al 2-1 finale per i norvegesi, creando numerose occasioni da gol per i suoi compagni. L'Italia eliminò poi gli scandinavi agli ottavi di finale.
Successivamente al termine della manifestazione, Flo giocò qualche match sporadico per la Nazionale norvegese. Totalizzò 53 apparizioni e 11 reti.

### Dopo il ritiro
Al termine dell'attività agonistica, diventò un dirigente dello Strømsgodset.

## Statistiche

### Presenze e reti nei club
| Stagione                | Club                    | Campionato              | Campionato | Campionato | Coppe nazionali | Coppe nazionali | Coppe nazionali | Coppe continentali | Coppe continentali | Coppe continentali | Supercoppe | Supercoppe | Supercoppe | Totale | Totale |
| Stagione                | Club                    | Comp                    | Pres       | Reti       | Comp            | Pres            | Reti            | Comp               | Pres               | Reti               | Comp       | Pres       | Reti       | Pres   | Reti   |
| ----------------------- | ----------------------- | ----------------------- | ---------- | ---------- | --------------- | --------------- | --------------- | ------------------ | ------------------ | ------------------ | ---------- | ---------- | ---------- | ------ | ------ |
| 1984                    | Stryn                   | 4D                      | ?          | ?          | CN              | ?               | ?               | -                  | -                  | -                  | -          | -          | -          | ?      | ?      |
| 1985                    | Stryn                   | 4D                      | ?          | ?          | CN              | ?               | ?               | -                  | -                  | -                  | -          | -          | -          | ?      | ?      |
| 1986                    | Stryn                   | 4D                      | ?          | ?          | CN              | ?               | ?               | -                  | -                  | -                  | -          | -          | -          | ?      | ?      |
| Totale Stryn            | Totale Stryn            | Totale Stryn            | ?          | ?          |                 | ?               | ?               |                    | ?                  | ?                  |            | -          | -          | ?      | ?      |
| 1987                    | Molde                   | 1D                      | 19         | 2          | CN              | ?               | ?               | -                  | -                  | -                  | -          | -          | -          | ?      | ?      |
| 1988                    | Molde                   | 1D                      | 22         | 10         | CN              | ?               | ?               | CU                 | ?                  | ?                  | -          | -          | -          | ?      | ?      |
| 1989                    | Molde                   | 1D                      | 21         | 12         | CN              | ?               | ?               | -                  | -                  | -                  | -          | -          | -          | ?      | ?      |
| 1990                    | Molde                   | 1D                      | 10         | 2          | CN              | ?               | ?               | -                  | -                  | -                  | -          | -          | -          | ?      | ?      |
| Totale Molde            | Totale Molde            | Totale Molde            | 72         | 26         |                 | ?               | ?               |                    | ?                  | ?                  |            | -          | -          | ?      | ?      |
| 1990-1991               | Lierse                  | DI                      | 25         | 7          | CB              | ?               | ?               | -                  | -                  | -                  | -          | -          | -          | ?      | ?      |
| 1991                    | Sogndal                 | ES                      | 10         | 7          | CN              | ?               | ?               | -                  | -                  | -                  | -          | -          | -          | ?      | ?      |
| 1992                    | Sogndal                 | ES                      | 22         | 9          | CN              | ?               | ?               | -                  | -                  | -                  | -          | -          | -          | ?      | ?      |
| 1993                    | Sogndal                 | 1D                      | 14         | 12         | CN              | ?               | ?               | -                  | -                  | -                  | -          | -          | -          | ?      | ?      |
| Totale Sogndal          | Totale Sogndal          | Totale Sogndal          | 46         | 28         |                 | ?               | ?               |                    | ?                  | ?                  |            | -          | -          | ?      | ?      |
| 1993-1994               | Sheffield United        | PL                      | 33         | 9          | FA+LC           | ?               | ?               | -                  | -                  | -                  | -          | -          | -          | ?      | ?      |
| 1994-1995               | Sheffield United        | FD                      | 32         | 6          | FA+LC           | ?               | ?               | -                  | -                  | -                  | -          | -          | -          | ?      | ?      |
| 1995-feb. 1996          | Sheffield United        | FD                      | 19         | 4          | FA+LC           | ?               | ?               | -                  | -                  | -                  | -          | -          | -          | ?      | ?      |
| Totale Sheffield United | Totale Sheffield United | Totale Sheffield United | 84         | 19         |                 | ?               | ?               |                    | ?                  | ?                  |            | -          | -          | ?      | ?      |
| 1996                    | Strømsgodset            | ES                      | 18         | 9          | CN              | ?               | ?               | -                  | -                  | -                  | -          | -          | -          | ?      | ?      |
| 1997                    | Strømsgodset            | ES                      | 21         | 14         | CN              | ?               | ?               | -                  | -                  | -                  | -          | -          | -          | ?      | ?      |
| 1998                    | Strømsgodset            | ES                      | 19         | 19         | CN              | ?               | ?               | -                  | -                  | -                  | -          | -          | -          | ?      | ?      |
| 1999                    | Strømsgodset            | ES                      | 25         | 18         | CN              | ?               | ?               | -                  | -                  | -                  | -          | -          | -          | ?      | ?      |
| 2000                    | Strømsgodset            | 1D                      | 26         | 25         | CN              | ?               | ?               | -                  | -                  | -                  | -          | -          | -          | ?      | ?      |
| 2001                    | Strømsgodset            | ES                      | 26         | 14         | CN              | ?               | ?               | -                  | -                  | -                  | -          | -          | -          | ?      | ?      |
| 2002                    | Strømsgodset            | 1D                      | 26         | 11         | CN              | ?               | ?               | -                  | -                  | -                  | -          | -          | -          | ?      | ?      |
| Totale Strømsgodset     | Totale Strømsgodset     | Totale Strømsgodset     | 161        | 110        |                 | ?               | ?               |                    | ?                  | ?                  |            | -          | -          | ?      | ?      |
| Totale                  | Totale                  | Totale                  | ?          | ?          |                 | ?               | ?               |                    | ?                  | ?                  |            | -          | -          | ?      | ?      |

### Cronologia presenze e reti in Nazionale
| Cronologia completa delle presenze e delle reti in nazionale ― Norvegia | Cronologia completa delle presenze e delle reti in nazionale ― Norvegia | Cronologia completa delle presenze e delle reti in nazionale ― Norvegia | Cronologia completa delle presenze e delle reti in nazionale ― Norvegia | Cronologia completa delle presenze e delle reti in nazionale ― Norvegia | Cronologia completa delle presenze e delle reti in nazionale ― Norvegia | Cronologia completa delle presenze e delle reti in nazionale ― Norvegia | Cronologia completa delle presenze e delle reti in nazionale ― Norvegia |
| Data                                                                    | Città                                                                   | In casa                                                                 | Risultato                                                               | Ospiti                                                                  | Competizione                                                            | Reti                                                                    | Note                                                                    |
| ----------------------------------------------------------------------- | ----------------------------------------------------------------------- | ----------------------------------------------------------------------- | ----------------------------------------------------------------------- | ----------------------------------------------------------------------- | ----------------------------------------------------------------------- | ----------------------------------------------------------------------- | ----------------------------------------------------------------------- |
| 6-5-1987                                                                | Moss                                                                    | Norvegia                                                                | 1 – 1                                                                   | Turchia                                                                 | Qual. Olimpiadi 1988                                                    | 1                                                                       |                                                                         |
| 26-5-1987                                                               | Trondheim                                                               | Norvegia                                                                | 0 – 0                                                                   | Bulgaria                                                                | Qual. Olimpiadi 1988                                                    | -                                                                       |                                                                         |
| 3-6-1992                                                                | Oslo                                                                    | Norvegia                                                                | 0 – 0                                                                   | Scozia                                                                  | Amichevole                                                              | -                                                                       |                                                                         |
| 9-9-1992                                                                | Oslo                                                                    | Norvegia                                                                | 10 – 0                                                                  | San Marino                                                              | Qual. Mondiali 1994                                                     | -                                                                       |                                                                         |
| 23-9-1992                                                               | Oslo                                                                    | Norvegia                                                                | 2 – 1                                                                   | Paesi Bassi                                                             | Qual. Mondiali 1994                                                     | -                                                                       |                                                                         |
| 7-10-1992                                                               | Serravalle                                                              | San Marino                                                              | 0 – 2                                                                   | Norvegia                                                                | Qual. Mondiali 1994                                                     | 1                                                                       |                                                                         |
| 14-10-1992                                                              | Londra                                                                  | Inghilterra                                                             | 1 – 1                                                                   | Norvegia                                                                | Qual. Mondiali 1994                                                     | -                                                                       |                                                                         |
| 2-12-1992                                                               | Canton                                                                  | Cina                                                                    | 2 – 1                                                                   | Norvegia                                                                | Amichevole                                                              | 1                                                                       |                                                                         |
| 10-2-1993                                                               | Faro                                                                    | Portogallo                                                              | 1 – 1                                                                   | Norvegia                                                                | Amichevole                                                              | -                                                                       |                                                                         |
| 30-3-1993                                                               | Doha                                                                    | Qatar                                                                   | 1 – 6                                                                   | Norvegia                                                                | Amichevole                                                              | 1                                                                       |                                                                         |
| 28-4-1993                                                               | Oslo                                                                    | Norvegia                                                                | 3 – 1                                                                   | Turchia                                                                 | Qual. Mondiali 1994                                                     | -                                                                       |                                                                         |
| 2-6-1993                                                                | Oslo                                                                    | Norvegia                                                                | 2 – 0                                                                   | Inghilterra                                                             | Qual. Mondiali 1994                                                     | -                                                                       |                                                                         |
| 9-6-1993                                                                | Rotterdam                                                               | Paesi Bassi                                                             | 0 – 0                                                                   | Norvegia                                                                | Qual. Mondiali 1994                                                     | -                                                                       |                                                                         |
| 11-8-1993                                                               | Toftir                                                                  | Fær Øer                                                                 | 0 – 7                                                                   | Norvegia                                                                | Amichevole                                                              | -                                                                       |                                                                         |
| 8-9-1993                                                                | Oslo                                                                    | Norvegia                                                                | 1 – 0                                                                   | Stati Uniti                                                             | Amichevole                                                              | -                                                                       |                                                                         |
| 22-9-1993                                                               | Oslo                                                                    | Norvegia                                                                | 1 – 0                                                                   | Polonia                                                                 | Qual. Mondiali 1994                                                     | 1                                                                       |                                                                         |
| 13-10-1993                                                              | Poznań                                                                  | Polonia                                                                 | 0 – 3                                                                   | Norvegia                                                                | Qual. Mondiali 1994                                                     | 1                                                                       |                                                                         |
| 15-1-1994                                                               | Phoenix                                                                 | Stati Uniti                                                             | 2 – 1                                                                   | Norvegia                                                                | Amichevole                                                              | -                                                                       |                                                                         |
| 9-3-1994                                                                | Cardiff                                                                 | Galles                                                                  | 1 – 3                                                                   | Norvegia                                                                | Amichevole                                                              | 1                                                                       |                                                                         |
| 20-4-1994                                                               | Oslo                                                                    | Norvegia                                                                | 0 – 0                                                                   | Portogallo                                                              | Amichevole                                                              | -                                                                       |                                                                         |
| 22-5-1994                                                               | Londra                                                                  | Inghilterra                                                             | 0 – 0                                                                   | Norvegia                                                                | Amichevole                                                              | -                                                                       |                                                                         |
| 1-6-1994                                                                | Oslo                                                                    | Norvegia                                                                | 2 – 1                                                                   | Danimarca                                                               | Amichevole                                                              | -                                                                       |                                                                         |
| 5-6-1994                                                                | Stoccolma                                                               | Svezia                                                                  | 2 – 0                                                                   | Norvegia                                                                | Amichevole                                                              | -                                                                       |                                                                         |
| 19-6-1994                                                               | Washington                                                              | Norvegia                                                                | 1 – 0                                                                   | Messico                                                                 | Mondiali 1994 - 1º Turno                                                | -                                                                       |                                                                         |
| 23-6-1994                                                               | New York                                                                | Norvegia                                                                | 0 – 1                                                                   | Italia                                                                  | Mondiali 1994 - 1º Turno                                                | -                                                                       |                                                                         |
| 28-6-1994                                                               | New York                                                                | Norvegia                                                                | 0 – 0                                                                   | Irlanda                                                                 | Mondiali 1994 - 1º Turno                                                | -                                                                       |                                                                         |
| 7-9-1994                                                                | Oslo                                                                    | Norvegia                                                                | 1 – 0                                                                   | Bielorussia                                                             | Qual. Euro 1996                                                         | -                                                                       |                                                                         |
| 12-10-1994                                                              | Oslo                                                                    | Norvegia                                                                | 1 – 1                                                                   | Paesi Bassi                                                             | Qual. Euro 1996                                                         | -                                                                       |                                                                         |
| 14-12-1994                                                              | La Valletta                                                             | Malta                                                                   | 0 – 1                                                                   | Norvegia                                                                | Qual. Euro 1996                                                         | -                                                                       |                                                                         |
| 6-2-1995                                                                | Larnaca                                                                 | Norvegia                                                                | 7 – 0                                                                   | Estonia                                                                 | Amichevole                                                              | -                                                                       |                                                                         |
| 8-2-1995                                                                | Nicosia                                                                 | Cipro                                                                   | 0 – 2                                                                   | Norvegia                                                                | Amichevole                                                              | 1                                                                       |                                                                         |
| 29-3-1995                                                               | Lussemburgo                                                             | Lussemburgo                                                             | 0 – 2                                                                   | Norvegia                                                                | Qual. Euro 1996                                                         | -                                                                       |                                                                         |
| 25-5-1995                                                               | Oslo                                                                    | Norvegia                                                                | 3 – 2                                                                   | Ghana                                                                   | Amichevole                                                              | -                                                                       |                                                                         |
| 7-6-1995                                                                | Oslo                                                                    | Norvegia                                                                | 2 – 0                                                                   | Malta                                                                   | Qual. Euro 1996                                                         | 1                                                                       |                                                                         |
| 22-7-1995                                                               | Oslo                                                                    | Norvegia                                                                | 0 – 0                                                                   | Francia                                                                 | Amichevole                                                              | -                                                                       |                                                                         |
| 16-8-1995                                                               | Oslo                                                                    | Norvegia                                                                | 1 – 1                                                                   | Rep. Ceca                                                               | Qual. Euro 1996                                                         | -                                                                       |                                                                         |
| 6-9-1995                                                                | Praga                                                                   | Rep. Ceca                                                               | 0 – 2                                                                   | Norvegia                                                                | Qual. Euro 1996                                                         | -                                                                       |                                                                         |
| 30-4-1997                                                               | Oslo                                                                    | Norvegia                                                                | 1 – 1                                                                   | Finlandia                                                               | Qual. Mondiali 1998                                                     | -                                                                       |                                                                         |
| 30-5-1997                                                               | Oslo                                                                    | Norvegia                                                                | 4 – 2                                                                   | Brasile                                                                 | Amichevole                                                              | -                                                                       |                                                                         |
| 8-6-1997                                                                | Budapest                                                                | Ungheria                                                                | 1 – 1                                                                   | Norvegia                                                                | Qual. Mondiali 1998                                                     | -                                                                       |                                                                         |
| 20-7-1997                                                               | Reykjavík                                                               | Islanda                                                                 | 0 – 1                                                                   | Norvegia                                                                | Amichevole                                                              | 1                                                                       |                                                                         |
| 20-8-1997                                                               | Helsinki                                                                | Finlandia                                                               | 0 – 4                                                                   | Norvegia                                                                | Qual. Mondiali 1998                                                     | 1                                                                       |                                                                         |
| 6-9-1997                                                                | Baku                                                                    | Azerbaigian                                                             | 0 – 1                                                                   | Norvegia                                                                | Qual. Mondiali 1998                                                     | -                                                                       |                                                                         |
| 10-9-1997                                                               | Oslo                                                                    | Norvegia                                                                | 5 – 0                                                                   | Svizzera                                                                | Qual. Mondiali 1998                                                     | -                                                                       |                                                                         |
| 23-6-1998                                                               | Marsiglia                                                               | Norvegia                                                                | 2 – 1                                                                   | Brasile                                                                 | Mondiali 1998 - 1º turno                                                | -                                                                       |                                                                         |
| 19-8-1998                                                               | Oslo                                                                    | Norvegia                                                                | 0 – 0                                                                   | Romania                                                                 | Amichevole                                                              | -                                                                       |                                                                         |
| 6-9-1998                                                                | Oslo                                                                    | Norvegia                                                                | 1 – 3                                                                   | Lettonia                                                                | Qual. Euro 2000                                                         | -                                                                       |                                                                         |
| 10-10-1998                                                              | Lubiana                                                                 | Slovenia                                                                | 1 – 2                                                                   | Norvegia                                                                | Qual. Euro 2000                                                         | -                                                                       |                                                                         |
| 14-10-1998                                                              | Oslo                                                                    | Norvegia                                                                | 2 – 2                                                                   | Albania                                                                 | Qual. Euro 2000                                                         | -                                                                       |                                                                         |
| 20-1-1999                                                               | Tel Aviv                                                                | Israele                                                                 | 0 – 1                                                                   | Norvegia                                                                | Amichevole                                                              | -                                                                       |                                                                         |
| 22-1-1999                                                               | Umm al-Fahm                                                             | Estonia                                                                 | 3 – 3                                                                   | Norvegia                                                                | Amichevole                                                              | -                                                                       |                                                                         |
| 31-1-2000                                                               | La Manga del Mar Menor                                                  | Islanda                                                                 | 0 – 0                                                                   | Norvegia                                                                | Amichevole                                                              | -                                                                       |                                                                         |
| 4-2-2000                                                                | La Manga del Mar Menor                                                  | Svezia                                                                  | 1 – 1                                                                   | Norvegia                                                                | Amichevole                                                              | -                                                                       |                                                                         |
| Totale                                                                  |                                                                         | Presenze                                                                | 53                                                                      |                                                                         | Reti                                                                    | 11                                                                      |                                                                         |

## Palmarès

### Individuale
- Kniksen della gloria: 1

1999
- Capocannoniere della 1. divisjon: 1

2000 (20 reti)
- Gullklokka